# Duncan (personaje)
El rey Duncan es un personaje ficticio de la obra Macbeth de William Shakespeare. Es padre de dos hijos jóvenes (Malcolm y Donalbain), y la víctima de un regicidio bien planeado en una toma de poder por parte de su confiable capitán, Lord Macbeth. El personaje se basa en el histórico Duncan I de Escocia y a diferencia del incompetente rey Duncan de las Crónicas de Holinshed (a quien se le atribuye en la narrativa una "administración débil y perezosa"), el rey Duncan de Shakespeare está diseñado como una figura paterna sensible, perspicaz y generosa cuyo asesinato aflige a Escocia y se considera la causa de la agitación en el mundo natural.

## Análisis
El rey Duncan es una figura paterna generosa y amable. Duncan también es firme ("No más que Thane of Cawdor engañará nuestro interés en el seno. Ve a pronunciar su muerte actual y con su título anterior saluda a Macbeth"), perspicaz ("No hay arte para encontrar la mente construcción en la cara.") y sensible ("Este castillo tiene un asiento agradable. El aire se recomienda ágil y dulcemente a nuestros sentidos gentiles."). Sin embargo, el papel está lleno de ironía; él está completamente engañado en los intentos de Macbeth y, por lo tanto, puede parecer ingenuo. Aunque un lector moderno puede ver a Duncan como un monarca incompetente a este respecto, Duncan representa el orden moral dentro de la obra y su asesinato señala el inicio del caos.
El rey Duncan de Escocia (c. 1001-1040) es el gobernante de Escocia a quien Macbeth asesina por su trono. El Duncan de Shakespeare es un hombre mayor, una figura respetada y noble; como Macbeth reflexiona, "Ha tenido sus facultades tan mansos, ha sido tan claro en su gran oficio, que sus virtudes. Se declararán como ángeles, con lengua de trompeta" (1.7.17–19). La naturaleza generosa y confiada de Duncan contrasta notablemente con el mal que rodea a Macbeth. Aunque solo aparece en el Acto I, es un símbolo importante de los valores que deben ser derrotados y restaurados en el transcurso de la obra. Su generosidad y afecto paternal por Macbeth hacen que su asesinato sea aún más terrible. La ironía inconsciente es aguda cuando saluda a Macbeth, que ya está conspirando contra él, con una declaración de su propia ingratitud, en 1.4.14–16.
El Duncan histórico era un hombre mucho más joven que el personaje de Shakespeare, solo unos años mayor que Macbeth. El dramaturgo alteró la edad de Duncan para enfatizar el mal del crimen de Macbeth, pero de hecho Macbeth no asesinó a Duncan; usurpó la corona durante una guerra civil, y Duncan murió en la batalla. Los dos eran primos hermanos, ambos nietos del predecesor de Duncan en el trono de Escocia, el rey Malcolm II (gobernado 1005-1034). El reclamo de Duncan al trono fue algo más fuerte que el de Macbeth, ya que parece que Malcolm II había nombrado a Duncan como su heredero, aunque los hechos son oscuros. Sin embargo, la acción de Macbeth fue una maniobra política ordinaria en la Escocia del siglo XI; El rey Malcolm II tomó el trono anteriormente asesinando a su primo, Kenneth III (997–1005). Shakespeare ideó su versión de Duncan.

## Actuaciones de cine y televisión

### Cine
Duncan ha sido interpretado en adaptaciones cinematográficas de la obra de Anthony Head en 2008, Gary Sweet en 2006 y Tom Reid en 2003. Javier Ronceros interpretó el papel en Dogg's Hamlet, Cahoot's Macbeth (2005) y John Little en Macbeth: The Comedy ( 2001). Christopher McCann interpretó a Duncan en Macbeth en Manhattan (1999). Greg Korin, John Corvin y Antti Litja desempeñaron el papel en 1998, 1997 y 1987, respectivamente. Erskine Sanford interpretó al Rey Duncan en Macbeth de Orson Welles de 1948 , Louis Northop en una adaptación cinematográfica de 1946, y por Nicholas Selby en 1971 Macbeth Spottiswoode Aitken y Charles Kent interpretaron a Duncan en versiones silenciosas de Macbeth en 1916 y 1908 (la primera versión en pantalla de la obra). David Thewlis interpretó el papel en la adaptación de Justin Kurzel de 2015 .
En la adaptación cinematográfica de 1948 de Orson Welles, se reduce el papel del rey Duncan. En el Primer Acto,  Segunda Escena, se corta por completo, así como porciones generosas del Primer Acto, Cuarta Escena. El rey Duncan se ve brevemente en el Primer Acto, Sexta Escena cuando entra al castillo de Macbeth en medio de una considerable pompa. La parte superior del Primer Acto, Cuarta Escena con su descripción de la ejecución de Cawdor ha sido trasplantada a esta escena. El discurso de Banquo sobre el "martillo inquietante del templo" se le da a Duncan. Más tarde, Duncan es visto dormido en la cama por un momento fugaz mientras Lady Macbeth se escabulle en las sombras de la cámara. Donalbain ha sido cortado de la película, dejando a Duncan con un solo hijo, Malcolm.

### Televisión
Vincent Regan interpretó al rey Duncan en "ShakespeaRe-Told" Macbeth (2005), Ray Winstone en Macbeth on the Estate (1997), Laurence Payne en " Shakespeare: The Animated Tales "Macbeth" (1992), Griffith Jones en A Performance of Macbeth (1979), y Jacques Mauclair en Macbett (1974), Kevin Coughlin en "Goodyear Television Playhouse" (1955), y Lee Patterson en "Dream Stuff" de Douglas Fairbanks, Jr., Presents (1954). Otros artistas televisivos del papel incluyen Philip Madoc (1998), Mark Dignam (1983), Powys Thomas (1961), Malcolm Keen (1960), Leo G. Carroll (1949), Arthur Wontner (1949).